# حمام سرتیپ

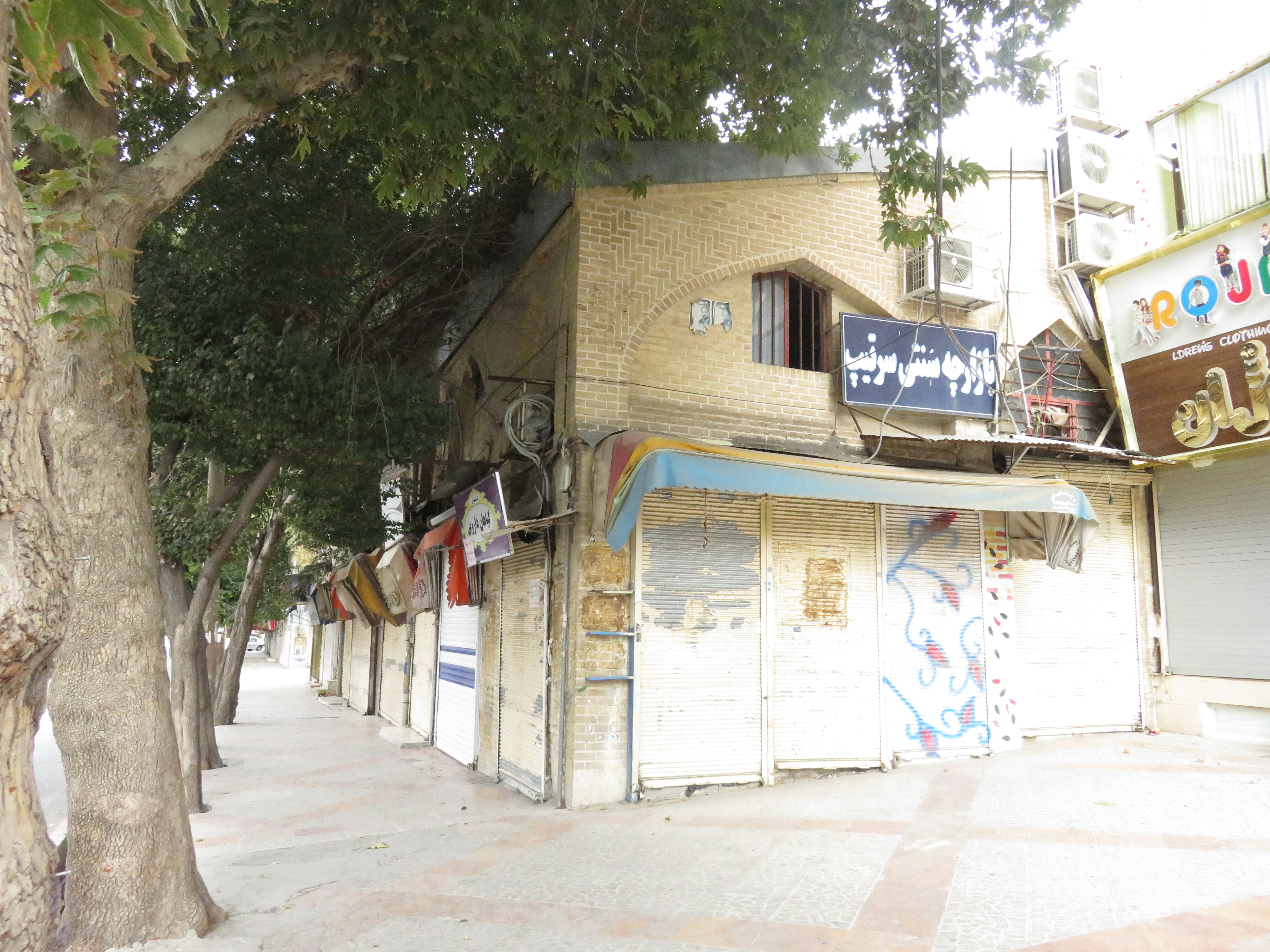
نمای حمام و بازارچۀ سرتیپ

حمام سرتیپ مربوط به دوره قاجار است و در کرمانشاه، چهارراه اجاق، خیابان مدرس، مقابل پارکینگ شهرداری واقع شده و این اثر در تاریخ ۲۰ آذر ۱۳۷۹ با شمارهٔ ثبت ۲۹۰۹ به‌ عنوان یکی از آثار ملی ایران به ثبت رسیده است.